# Distrito electoral federal 13 de Guanajuato
El XIII Distrito Electoral Federal de Guanajuato es uno de los 300 distritos electorales en los que se encuentra dividido el territorio de México para la elección de diputados federales y uno de los 15 en los que se divide el estado de Guanajuato. Está ubicado en la zona sur del estado de Guanajuato e integran los municipios de Cortazar, Jaral del Progreso y Valle de Santiago, así como el sector suroeste del municipio de Celaya, que no forma parte del Distrito XII. Su cabecera es la ciudad de Valle de Santiago.

## Distritaciones anteriores

### Distritación 1996 - 2005
Entre 1996 y 2005 el Décimo Tercer Distrito era prácticamente idéntico, integrado por los mismos municipios con la sola excepción de la zona del municipio de Celaya.
El Distrito 13 fue creado por la reforma política de 1977, previo a ello Guanajuato tenía únicamente 9 distritos electorales, por lo que el décimo distrito solo a electo diputados a partir de 1979 a la LI Legislatura.

## Diputados por el distrito
| Diputado                                                                           | Grupo parlamentario | Legislatura   | Periodo     |
| ---------------------------------------------------------------------------------- | ------------------- | ------------- | ----------- |
| Tiburcio Gasca                                                                     |                     | III           | 1863 - 1865 |
| Atenógenes M. Guerrero                                                             |                     | IV            | 1867 - 1868 |
| Vacante                                                                            | Vacante             | V VI          |             |
| Enrique M. Rubio                                                                   |                     | VII           | - 1875      |
| Juan G. Ruiz                                                                       |                     | VIII          | 1875 - 1878 |
| José María Larrondo                                                                |                     | IX            | 1878 - 1880 |
| José María Lizardi                                                                 |                     | X             | 1880 - 1882 |
| Diego de A. Berea (Suplente)                                                       |                     | XI            | 1882 - 1884 |
| Manuel García Ramírez                                                              |                     | XII           | 1884 - 1886 |
| Emeterio de la Garza                                                               |                     | XIII          | 1886 - 1888 |
| Emilio Baz                                                                         |                     | XIV           | 1888 - 1890 |
| Enrique Mont                                                                       |                     | XV XVI        | 1890 - 1894 |
| Manuel Carrillo                                                                    |                     | XVII          | 1894 - 1896 |
| José Bribiesca Saavedra                                                            |                     | XVIII         | 1896 - 1898 |
| Francisco de P. Gochicoa                                                           |                     | XIX XX XXI    | 1898 - 1904 |
| Gustavo A. Esteva (Suplente)                                                       |                     | XXII          | 1904 - 1906 |
| Vacante                                                                            | Vacante             | XXIII         | 1906 - 1908 |
| Manuel Romero Ibañez (Suplente)                                                    |                     | XXIV          | 1908 - 1910 |
| Luis Espinosa y Cuevas                                                             |                     | XXV           | 1910 - 1912 |
| Manuel Castelazo Fuentes                                                           |                     | XXVI          | 1912 - 1913 |
| Fernando Lizardi                                                                   |                     | Constituyente | 1916 - 1917 |
| José Siurob                                                                        |                     | XXVII         | 1917 - 1918 |
| Ramón García Ruiz                                                                  | CBJ                 | XXVIII        | 1918 - 1920 |
| Vicente Álvarez                                                                    |                     | XXIX          | 1920 - 1922 |
| Alberto Peralta                                                                    |                     | XXX           | 1922 - 1924 |
| José Aguilar y Maya                                                                |                     | XXXI          | 1924 - 1926 |
| Melchor García                                                                     |                     | XXXII         | 1926 - 1928 |
| David Anaya                                                                        | PRG                 | XXXIII        | 1928 - 1930 |
| El XIII distrito es suprimido en 1930. Es restablecido en la distritación de 1978. |                     |               |             |
| Enrique Betanzos Hernández                                                         |                     | LI            | 1979 - 1982 |
| José Luis Caballero Cárdenas                                                       |                     | LII           | 1982 - 1985 |
| Juan Antonio Araujo Urcelay                                                        |                     | LIII          | 1985 - 1988 |
| María del Carmen Moreno Contreras                                                  |                     | LIV           | 1988 - 1991 |
| Martín Santos Gómez                                                                |                     | LV            | 1991 - 1994 |
| Martín Montaño Arteaga                                                             |                     | LVI           | 1994 - 1997 |
| Martín Contreras Rivera                                                            |                     | LVII          | 1997 - 2000 |
| José María Anaya Ochoa                                                             |                     | LVIII         | 2000 - 2003 |
| Miguel Luna Hernández                                                              |                     | LIX           | 2003 - 2006 |
| Ramón Lemus Muñoz Ledo                                                             |                     | LX            | 2006 - 2009 |
| Rubén Arellano Rodríguez                                                           |                     | LXI           | 2009 - 2012 |
| J. Jesús Oviedo Herrera                                                            |                     | LXII          | 2012 - 2015 |
| Ariel Corona Rodríguez                                                             |                     | LXIII         | 2015 - 2018 |
| Emmanuel Reyes Carmona                                                             | [ a ]               | LXIV          | 2018 -      |
| Emmanuel Reyes Carmona                                                             | LXV                 |               | 2018 -      |